# Mötet i Arboga 1440
Mötet i Arboga 1440 var en sammankomst som hölls i Arboga för att diskutera och besluta om Sveriges angelägenheter. Det inleddes 29 september 1440 och avslutades samma månad.
Vid mötet avlade Karl Knutsson (Bonde) räkenskap för sin förvaltning av rikets räkenskaper och han erkändes Finland som län och Öland som pant. Mötet valde sedan Kristofer av Bayern till kung, med villkoret att alla svensk län, slott och Uppsala öds gods skulle tilldelas infödda svenskar.